# Галереї 10-ї вулиці
Галереї 10-ї вулиці був збірним терміном для позначення кооперативних галерей, які діяли переважно в Іст-Віллідж на східній стороні Мангеттена, що в Нью-Йоркові в 1950-х і 1960-х роках. Галереями керували художники, і вони, як правило, мали низькі бюджети, часто без персоналу. Певні митці були членами декількох галерей. Галереї 10-ї вулиці були авангардною альтернативою галереям на Медісон-авеню та 57-й вулиці, які були консервативними та дуже вибірковими.

## Історія

### Сусідство
У Нью-Йорку з початку 1950-х до середини 1960-х (і пізніше) багато галерей почали працювати як результат мистецького співтовариства, яке виникло в певному районі центру Мангеттена. Вулиці між 8-14-ю вулицями та між П'ятою та Третьою авеню приваблювали багатьох серйозних художників і скульпторів, де можна було знайти студію та житловий простір за відносно недорогу ціну.
Зрозумівши, що аудиторія авангардного сучасного мистецтва невелика, а майданчиків для показу небагато, митці почали об'єднуватися, щоб відкривати та підтримувати галереї, щоб вирішити проблему відсутності інших можливостей для показу. Так почався мікрорайон, у якому було сформовано декілька (декотрі з них стали легендарними) кооперативних галерей, а також кілька некооперативних галерей.
Багато художників, які виставлялися в цих галереях, які часто називають 10th Street Co-ops або 10th Street Scene, з тих пір стали добре відомими. Інші художники, які демонструвалися в цих галереях, досі маловідомі, але в багатьох випадках вони продовжували працювати із завзяттям і самовідданістю, незалежно від того, чи є вони відомими зараз чи ні. Деякі з найвідоміших галерей, які зробили цей район таким, яким він був, були: галерея Tanager, March, Hansa, Brata, James, Phoenix, Camino та Area. Хоча галереї 10-ї вулиці майже всі закриті, галерея Phoenix залишається, хоча й у новому місці та з новими учасниками.

### Художники
«Приблизно 250 художників були членами цих кооперативних галерей між 1952 і 1962 роками. Більше 500 художників і, можливо, близько 1000 художників виставлялися на Десятій вулиці протягом тих років». Кілька старших і більш визнаних художників, таких як Віллем де Кунінг, Франц Клайн і Мілтон Резнік, мали студії неподалік і часто виконували допоміжні ролі для багатьох молодих художників, які тяжіли до цієї сцени.
Інші галереї, пов'язані з цим районом і часом, були Галерея Флейшмана, Галерея Нонагон, Галерея Рубена, Галерея Террену та галерея в церкві Джадсона, які не були кооперативами.
Галереї 10-ї вулиці та поблизу неї відіграли значну роль у розвитку американського мистецтва та у різноманітности стилів, які є очевидними в сучасному світі мистецтва. Галереї 10-ї вулиці також булм соціальною сценою, і відкриття одних заходів часто відбувалися одночасно з иншими. Це дало змогу багатьом митцям змішатися між собою: письменникам, поетам, кураторам та випадковим колекціонерам, які тяжіли до цього мистецтва. Художники та галереї, які створили «10th Street scene», були прямими попередниками галереї SoHo та пізніших галерей Chelsea.

#### Фото
(Вибір був обмежений доступністю. )

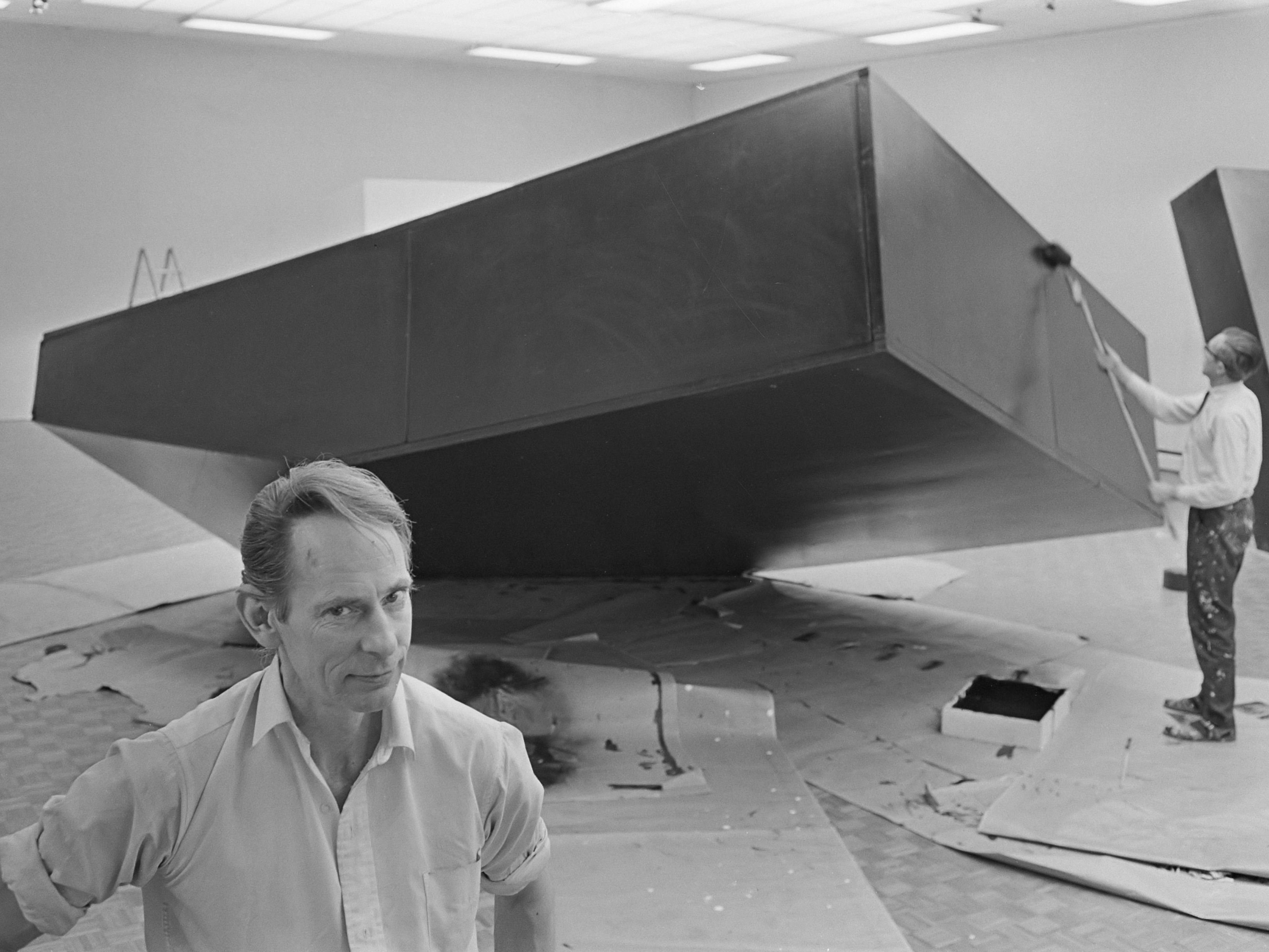
Скульптор Рональд Блейден у 1968 році, був членом галереї Brata .
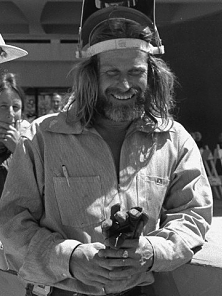
Скульптор Марк ді Суверо у 1978 році, був членом галереї March .
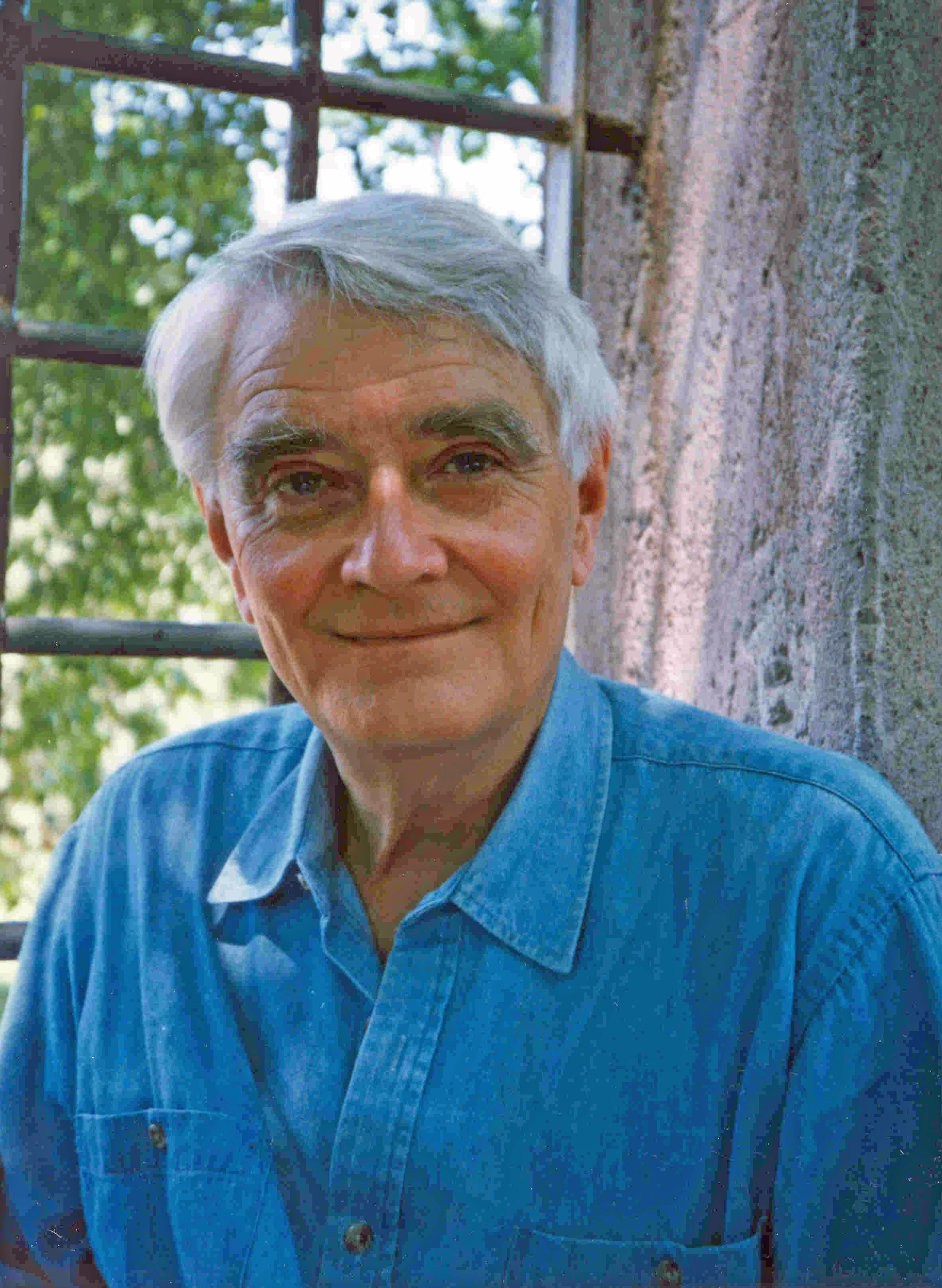
Художник Бадд Гопкінс у 1997 році, був членом March Gallery .
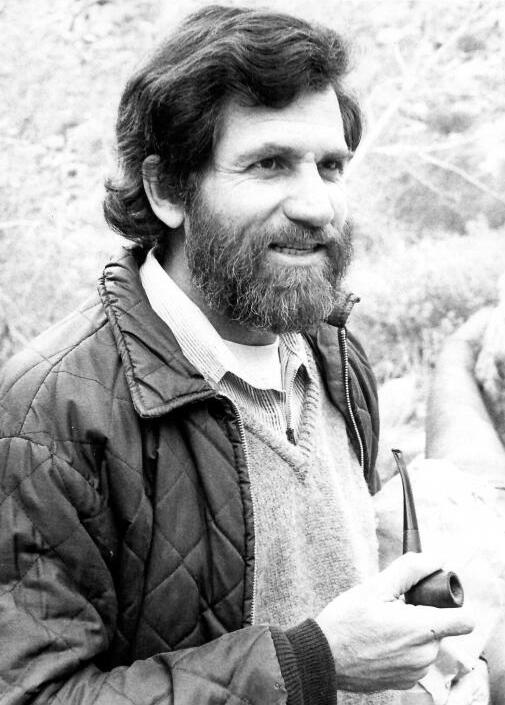
Художник і художник-перформанс Аллан Капроу був членом Hansa Gallery .
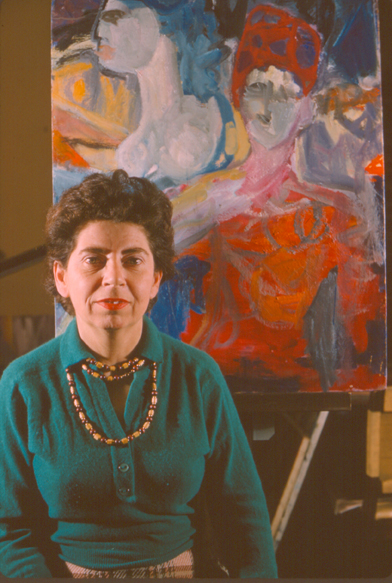
Художниця Міріам Лауфер в 1962 році, є членом галереї «Фенікс» .
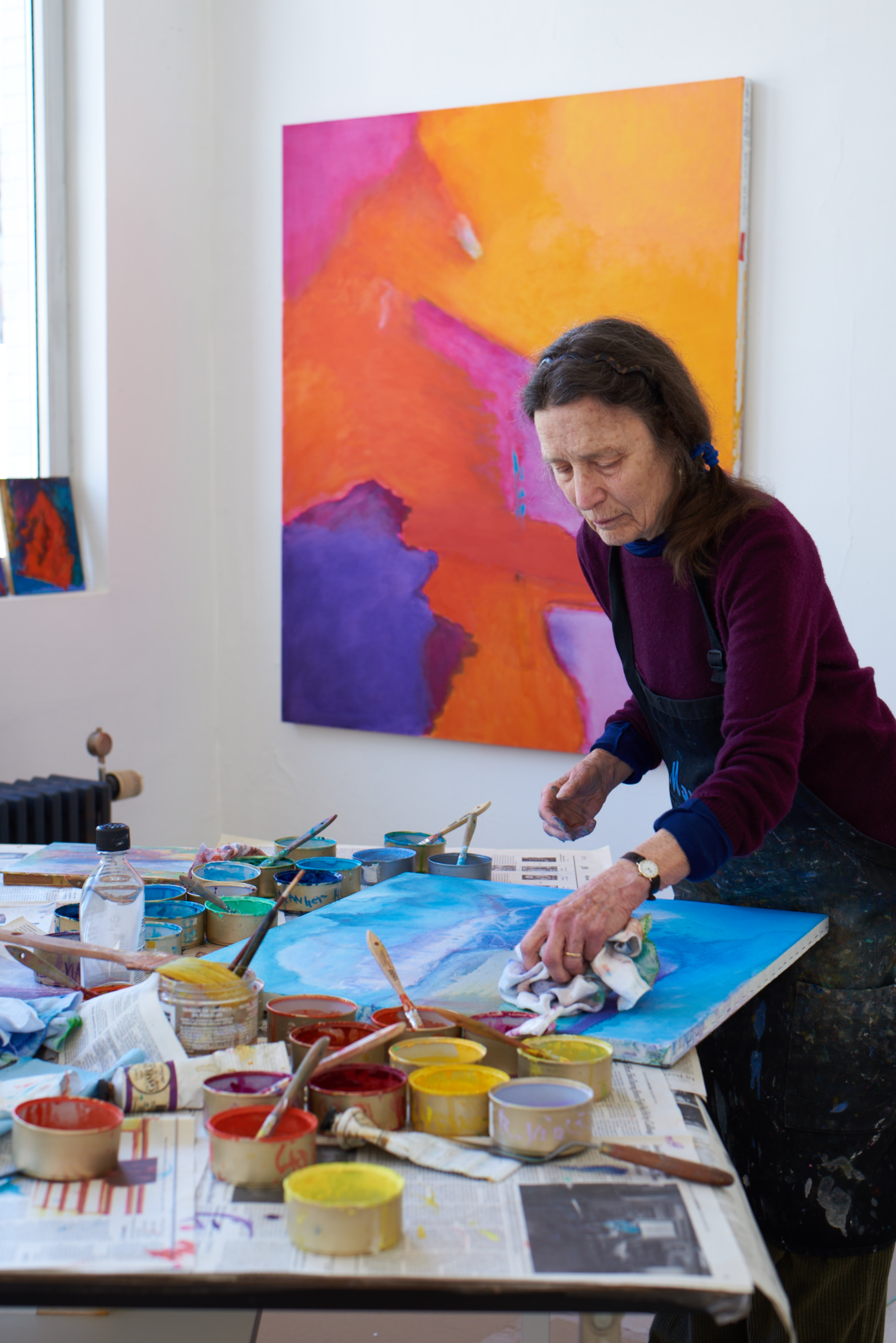
Художниця Емілі Мейсон, сфотографована в 2016 році, була членом Area Gallery .
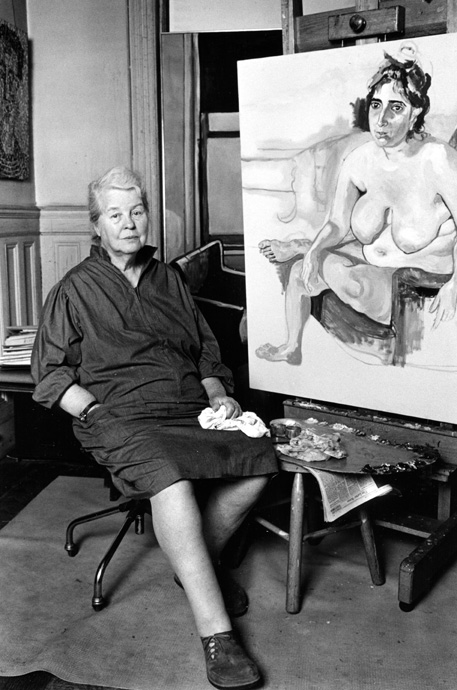
Художниця Еліс Ніл була членом галереї Каміно .
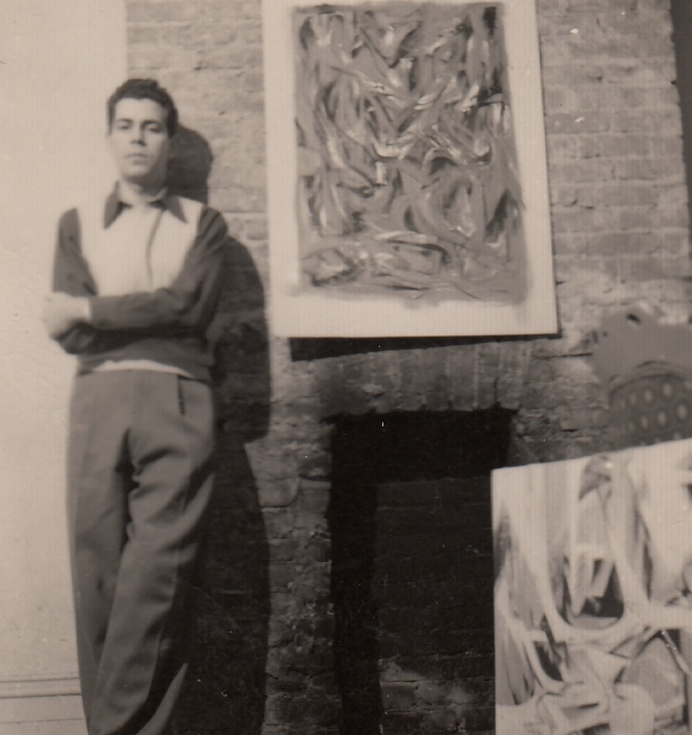
Художник Рей Спілленгер був оригінальним членом March Gallery .
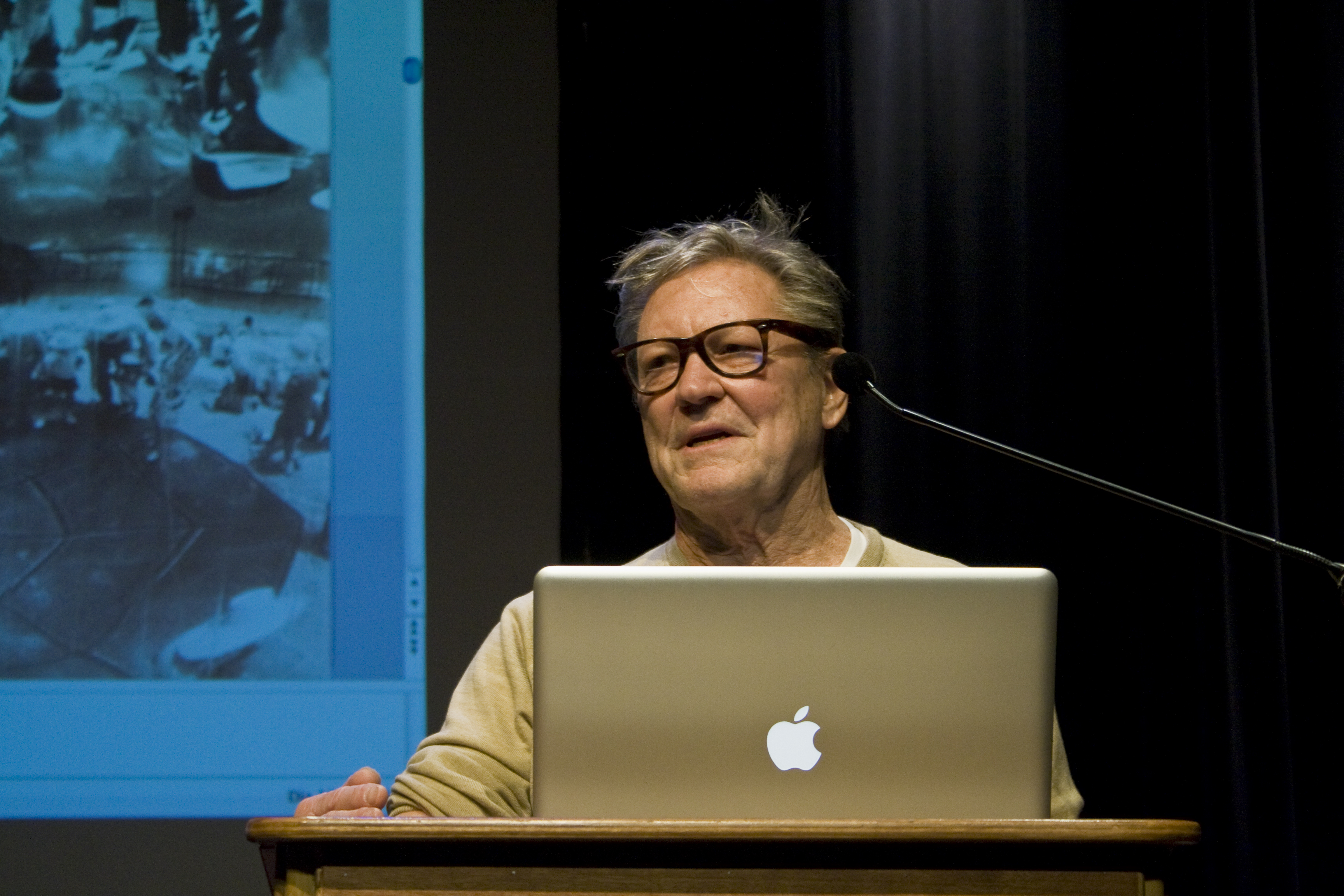
Мультимедійний художник Роберт Вітмен, сфотографований у 2010 році, був членом Hansa Gallery .

#### Деякі роботи
(Вибір був обмежений доступністю. )

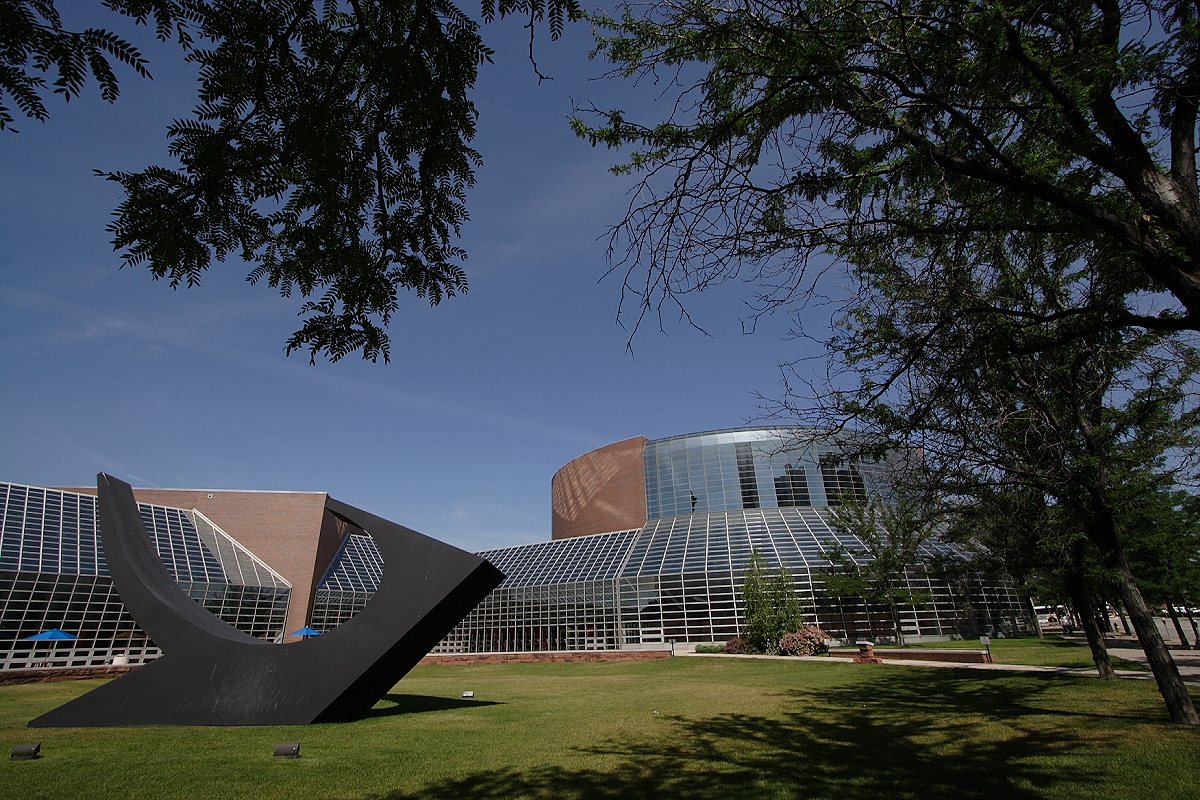
Скульптуру "Sonar Tide" перед громадським центром Пеорії створив Рональд Блейден . Був учасником Brata Gallery.
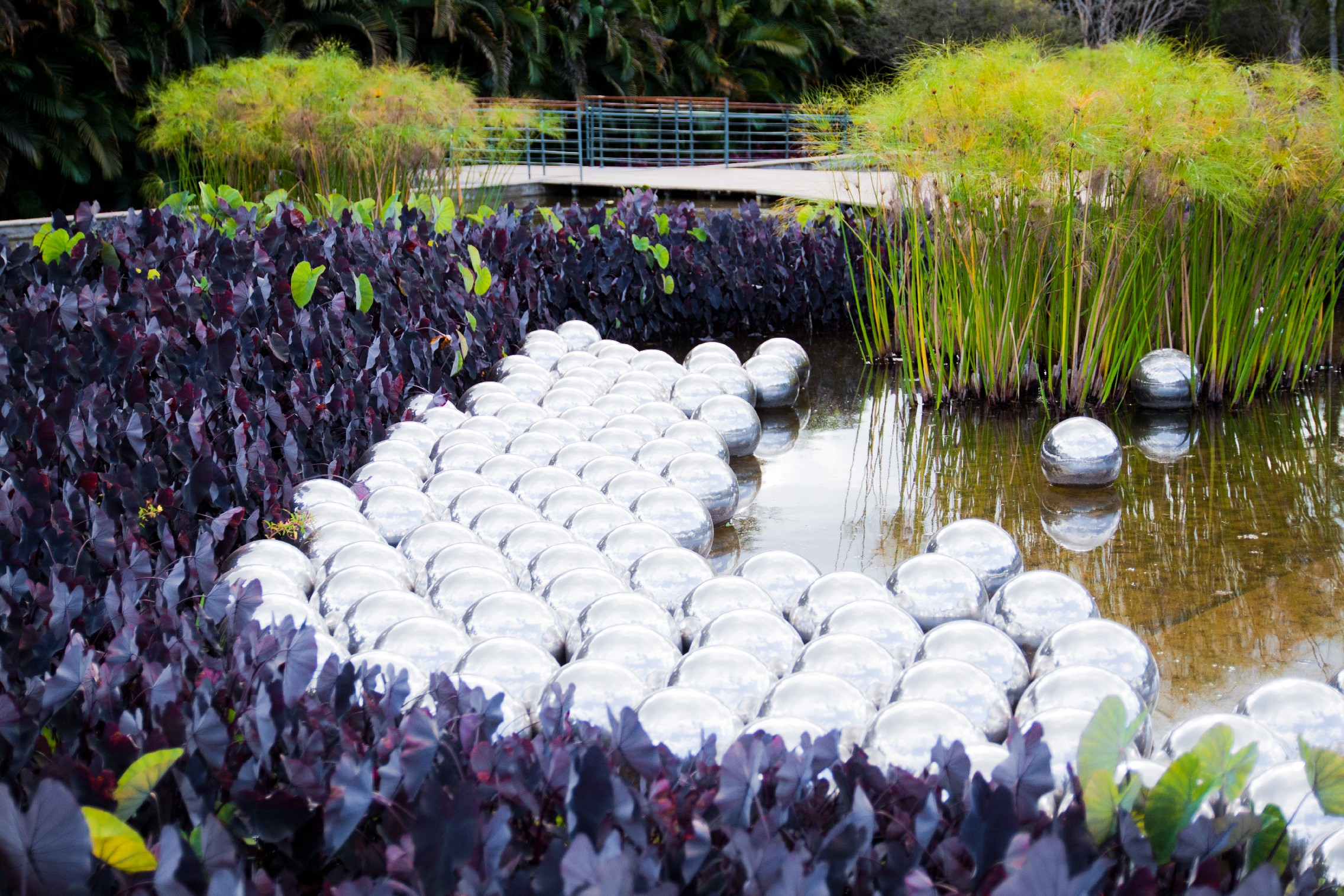
Мистецька інсталяція «Сад нарцисів» Яйої Кусама демонструється в Брумадіньо (Бразилія). Була учасницею Brata Gallery.
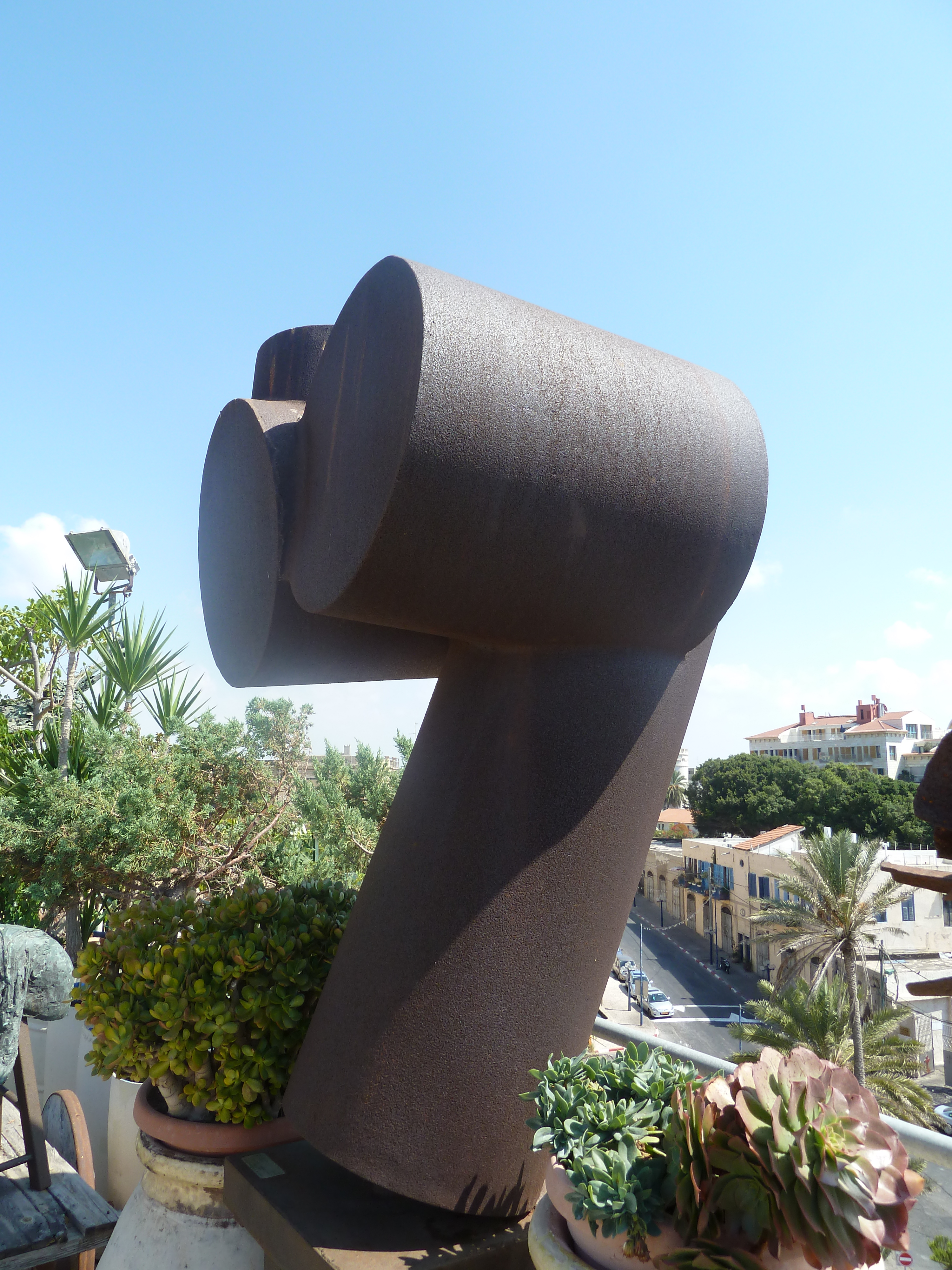
Скульптор Річард Станкевич створив «Диво на смітнику», яке зараз виставлено в музеї Ілани Гур в Яффо, Ізраїль. Був членом Hansa Gallery.
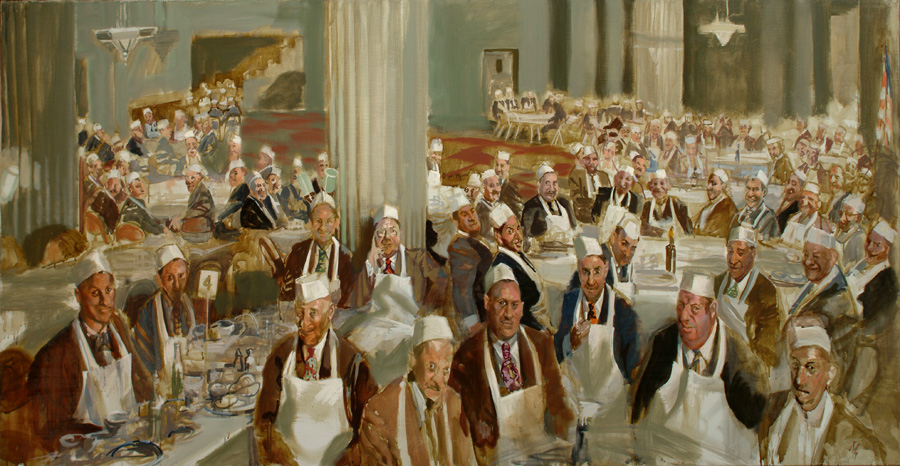
Френк Стаут написав картину «Конвенція з омарами». Він був членом галереї Tanager .
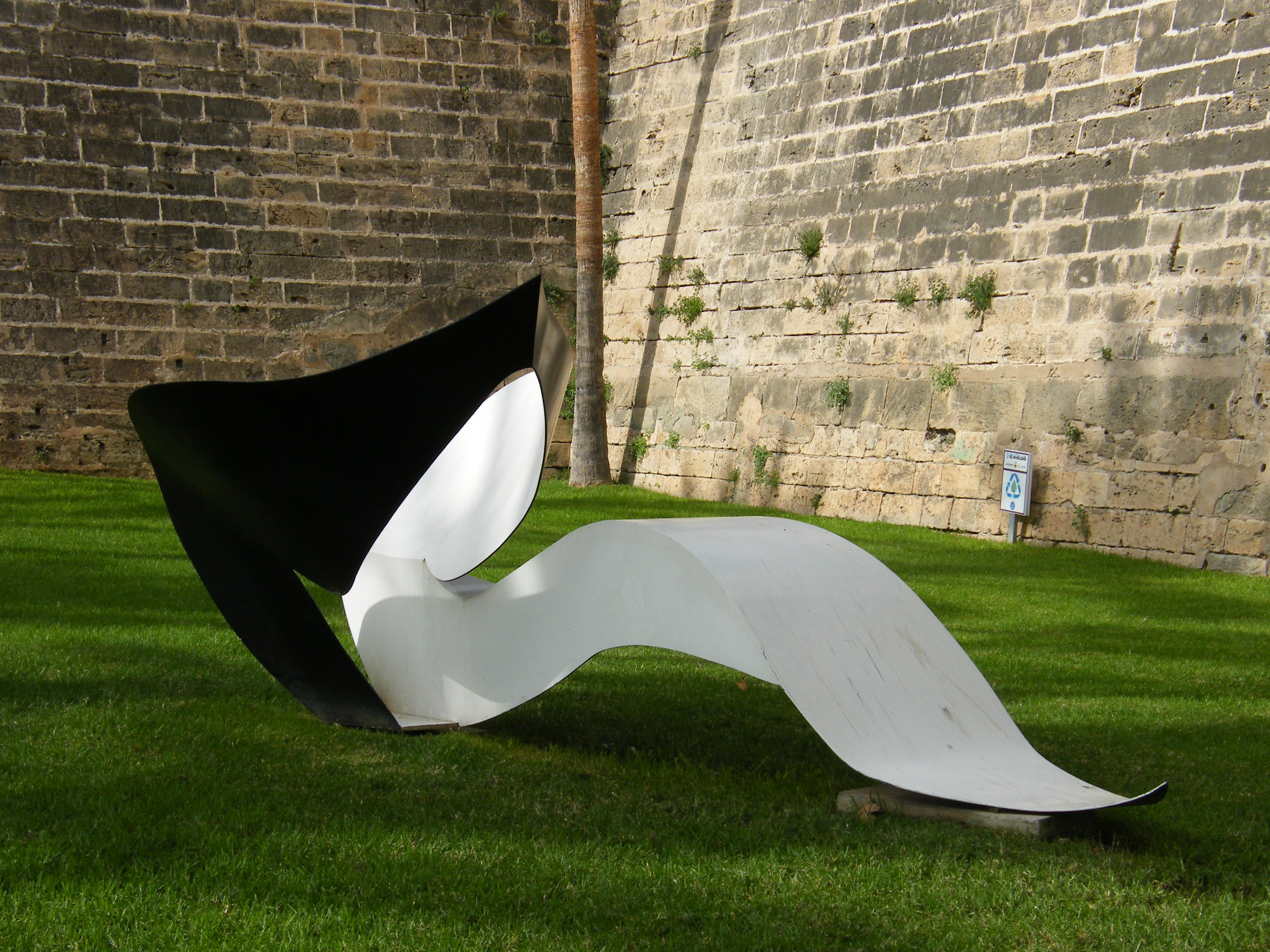
Скульптура «Чорний і білий горизонтальний» (ісп. Negro y blanco horizontal) була створена між 1993-99 роками Джорджем Шугарманом . Він демонструється в Пальма-де-Майорка, Іспанія. Був учасником Brata Gallery.